# Хирохито
Император Сёва (яп. 昭和天皇 сё:ва тэнно:, девиз правления, букв. — «просвещённый мир», прижизненное имя Хирохи́то (яп. 裕仁); 29 апреля 1901 — 7 января 1989) — 124-й император Японии, правивший с 25 декабря 1926 года вплоть до своей смерти 7 января 1989 года. Последний монарх Японской империи, которая прекратила своё существование в результате поражения во Второй мировой войне. Генералиссимус японских войск. Также имел чин британского почётного генерала (1921), а затем почётного фельдмаршала (26 июня 1930; титул отозван в 1942 году). В 1979 году после свержения монархии в Центральноафриканской империи стал единственным в мире монархом с титулом «император». Хотя за пределами Японии он в настоящее время часто упоминается как «Император Хирохито», в Японии умершие императоры именуются только посмертным именем.
Император Хирохито взошёл на японский императорский престол после смерти своего отца императора Тайсё. Время пребывания императора Сёва у власти было самым продолжительным в истории Японии — 62 года. Во время его правления произошла коренная трансформация японского общества. Под его руководством в первой половине XX века Япония наращивала военную мощь, вступила во Вторую мировую войну, оккупировала Китай и ряд других государств Юго-Восточной Азии. После поражения во Второй мировой войне и оккупации Японии американцами император Сёва отказался от претензий на божественность и утратил власть.

## Ранние годы

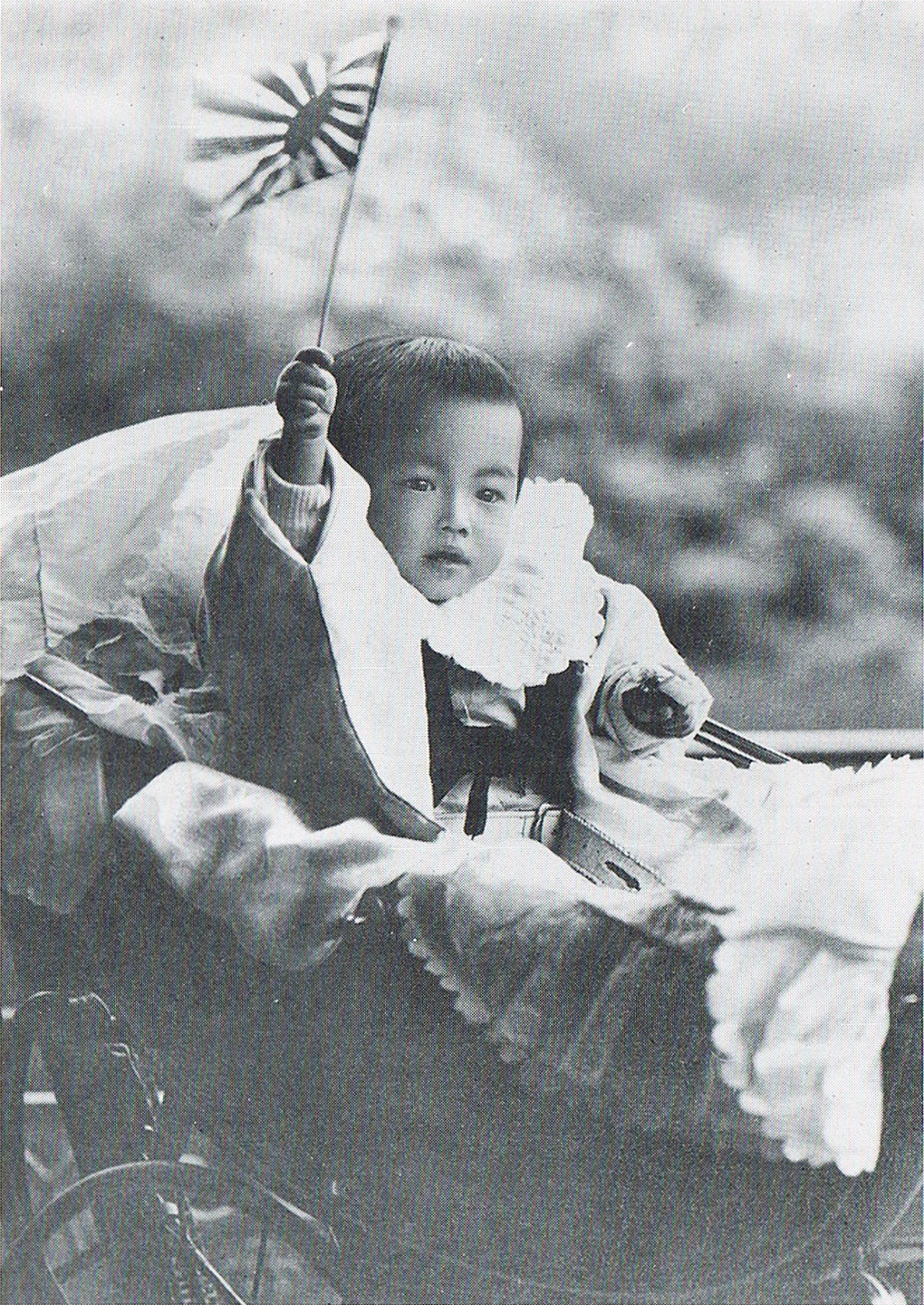
Принц Мити с флагом Кёкудзицу-ки. 1902 год.

Будущий император родился во дворце Аояма в Токио в семье наследного принца Ёсихито (впоследствии императора) и принцессы Садако.
Его детский титул — принц Мити (迪宮). Наследником трона он стал после смерти своего деда, императора Мэйдзи 30 июля 1912 года. Формально титул наследного принца он получил 2 ноября 1916 года.
Он получил образование в школе для детей высшей аристократии (кадзоку), где обучался с 1908 по 1914 год и, затем, в специальном Институте наследного принца (яп. 東宮御学問所) с 1914 по 1921 год под руководством лучших учёных Токийского императорского университета и высших военных чинов Японии. В 1921 году наследный принц Хирохито совершает шестимесячную поездку в Европу, посетив Англию и 5 других европейских стран. 29 ноября 1921 года он становится регентом Японии вместо своего болеющего отца.

## Брак и дети
26 января 1924 года он женился на своей дальней родственнице принцессе Нагако (6 марта 1903 — 16 июня 2000), дочери принца Куни-но-мия Куниёси. От этого брака родилось 7 детей:
1. Принцесса Тэру (яп. 照宮成子内親王, Сигэко), 9 декабря 1925 — 23 июля 1961; с 10 октября 1943 года была замужем за принцем Морихито (6 мая 1916 — 1 февраля 1969), старшим сыном принца Хигасикуни Нарухико и принцессы Тосико, 8-й дочери императора Мэйдзи; потеряли статус членов императорской семьи 14 октября 1947 года, 5 детей.
2. Принцесса Хиса (яп. 久宮祐子内親王, Сатико), 10 сентября 1927 — 8 марта 1928.
3. Принцесса Така (яп. 孝宮和子内親王, Кадзуко), 30 сентября 1929 — 26 мая 1989; с 5 мая 1950 года замужем за Такацукасой Тосимити (26 августа 1923 — 27 января 1966), старшим сыном пэра Такацукасы Нубусукэ, приемный ребёнок.
4. Принцесса Ёри (яп. 順宮厚子内親王, Ацуко), род. 7 марта 1931; с 10 октября 1952 замужем за Икэдой Такамасой (род. 21 октября 1927), старшим сыном бывшего маркиза Икэды Нобумасы, бездетная.
5. Наследный принц Цугу (яп. 継宮明仁親王, Акихито), позднее император Японии, род. 23 декабря 1933; с 10 апреля 1959 года женат на Сёде Митико (род. 20 октября 1934), старшей дочери бизнесмена Сёды Хидэсабуро, бывшего президента и председателя крупной мукомольной компании, 3 детей.
6. Принц Ёси (яп. 義宮正仁親王, Масахито), род. 28 ноября 1935; с 30 октября 1964 года женат на Цугару Ханако (род. 19 июля 1940), четвёртой дочери бывшего графа Цугару Ёситаки, бездетен.
7. Принцесса Суга (яп. 清宮貴子内親王, Такако), род. 2 марта 1939; с 3 марта 1960 замужем за Симадзу Хисанагой, сыном бывшего графа Симадзу Хисанори, 1 ребёнок.

| (122) Муцухито период Мэйдзи 1867—1912 (1852—1912) | (122) Муцухито период Мэйдзи 1867—1912 (1852—1912) | (122) Муцухито период Мэйдзи 1867—1912 (1852—1912) | (122) Муцухито период Мэйдзи 1867—1912 (1852—1912) | (122) Муцухито период Мэйдзи 1867—1912 (1852—1912) | (122) Муцухито период Мэйдзи 1867—1912 (1852—1912) |  |  | (123) Ёсихито период Тайсё 1912—1926 (1879—1926) | (123) Ёсихито период Тайсё 1912—1926 (1879—1926) | (123) Ёсихито период Тайсё 1912—1926 (1879—1926) | (123) Ёсихито период Тайсё 1912—1926 (1879—1926) | (123) Ёсихито период Тайсё 1912—1926 (1879—1926) | (123) Ёсихито период Тайсё 1912—1926 (1879—1926) |  |  | (124) Хирохито период Сёва 1926—1989 (1901—1989) | (124) Хирохито период Сёва 1926—1989 (1901—1989) | (124) Хирохито период Сёва 1926—1989 (1901—1989) | (124) Хирохито период Сёва 1926—1989 (1901—1989) | (124) Хирохито период Сёва 1926—1989 (1901—1989) | (124) Хирохито период Сёва 1926—1989 (1901—1989) |  |  | (125) Акихито период Хэйсэй 1989—2019 (род. 1933) | (125) Акихито период Хэйсэй 1989—2019 (род. 1933) | (125) Акихито период Хэйсэй 1989—2019 (род. 1933) | (125) Акихито период Хэйсэй 1989—2019 (род. 1933) | (125) Акихито период Хэйсэй 1989—2019 (род. 1933) | (125) Акихито период Хэйсэй 1989—2019 (род. 1933) |  |  | (126) Нарухито период Рэйва с 2019 (род. 1960) | (126) Нарухито период Рэйва с 2019 (род. 1960) | (126) Нарухито период Рэйва с 2019 (род. 1960) | (126) Нарухито период Рэйва с 2019 (род. 1960) | (126) Нарухито период Рэйва с 2019 (род. 1960) | (126) Нарухито период Рэйва с 2019 (род. 1960) |  |  |                      |                      |                      |                      |                      |                      |  |  |
| (122) Муцухито период Мэйдзи 1867—1912 (1852—1912) | (122) Муцухито период Мэйдзи 1867—1912 (1852—1912) | (122) Муцухито период Мэйдзи 1867—1912 (1852—1912) | (122) Муцухито период Мэйдзи 1867—1912 (1852—1912) | (122) Муцухито период Мэйдзи 1867—1912 (1852—1912) | (122) Муцухито период Мэйдзи 1867—1912 (1852—1912) |  |  | (123) Ёсихито период Тайсё 1912—1926 (1879—1926) | (123) Ёсихито период Тайсё 1912—1926 (1879—1926) | (123) Ёсихито период Тайсё 1912—1926 (1879—1926) | (123) Ёсихито период Тайсё 1912—1926 (1879—1926) | (123) Ёсихито период Тайсё 1912—1926 (1879—1926) | (123) Ёсихито период Тайсё 1912—1926 (1879—1926) |  |  | (124) Хирохито период Сёва 1926—1989 (1901—1989) | (124) Хирохито период Сёва 1926—1989 (1901—1989) | (124) Хирохито период Сёва 1926—1989 (1901—1989) | (124) Хирохито период Сёва 1926—1989 (1901—1989) | (124) Хирохито период Сёва 1926—1989 (1901—1989) | (124) Хирохито период Сёва 1926—1989 (1901—1989) |  |  | (125) Акихито период Хэйсэй 1989—2019 (род. 1933) | (125) Акихито период Хэйсэй 1989—2019 (род. 1933) | (125) Акихито период Хэйсэй 1989—2019 (род. 1933) | (125) Акихито период Хэйсэй 1989—2019 (род. 1933) | (125) Акихито период Хэйсэй 1989—2019 (род. 1933) | (125) Акихито период Хэйсэй 1989—2019 (род. 1933) |  |  | (126) Нарухито период Рэйва с 2019 (род. 1960) | (126) Нарухито период Рэйва с 2019 (род. 1960) | (126) Нарухито период Рэйва с 2019 (род. 1960) | (126) Нарухито период Рэйва с 2019 (род. 1960) | (126) Нарухито период Рэйва с 2019 (род. 1960) | (126) Нарухито период Рэйва с 2019 (род. 1960) |  |  |                      |                      |                      |                      |                      |                      |  |  |
|                                                    |                                                    |                                                    |                                                    |                                                    |                                                    |  |  |                                                  |                                                  |                                                  |                                                  |                                                  |                                                  |  |  |                                                  |                                                  |                                                  |                                                  |                                                  |                                                  |  |  |                                                   |                                                   |                                                   |                                                   |                                                   |                                                   |  |  |                                                |                                                |                                                |                                                |                                                |                                                |  |  |                      |                      |                      |                      |                      |                      |  |  |
|                                                    |                                                    |                                                    |                                                    |                                                    |                                                    |  |  |                                                  |                                                  |                                                  |                                                  |                                                  |                                                  |  |  | Ясухито (1902—1953)                              | Ясухито (1902—1953)                              | Ясухито (1902—1953)                              | Ясухито (1902—1953)                              | Ясухито (1902—1953)                              | Ясухито (1902—1953)                              |  |  | Масахито (род. 1935)                              | Масахито (род. 1935)                              | Масахито (род. 1935)                              | Масахито (род. 1935)                              | Масахито (род. 1935)                              | Масахито (род. 1935)                              |  |  | Фумихито (род. 1965)                           | Фумихито (род. 1965)                           | Фумихито (род. 1965)                           | Фумихито (род. 1965)                           | Фумихито (род. 1965)                           | Фумихито (род. 1965)                           |  |  | Хисахито (род. 2006) | Хисахито (род. 2006) | Хисахито (род. 2006) | Хисахито (род. 2006) | Хисахито (род. 2006) | Хисахито (род. 2006) |  |  |
|                                                    |                                                    |                                                    |                                                    |                                                    |                                                    |  |  |                                                  |                                                  |                                                  |                                                  |                                                  |                                                  |  |  | Ясухито (1902—1953)                              | Ясухито (1902—1953)                              | Ясухито (1902—1953)                              | Ясухито (1902—1953)                              | Ясухито (1902—1953)                              | Ясухито (1902—1953)                              |  |  | Масахито (род. 1935)                              | Масахито (род. 1935)                              | Масахито (род. 1935)                              | Масахито (род. 1935)                              | Масахито (род. 1935)                              | Масахито (род. 1935)                              |  |  | Фумихито (род. 1965)                           | Фумихито (род. 1965)                           | Фумихито (род. 1965)                           | Фумихито (род. 1965)                           | Фумихито (род. 1965)                           | Фумихито (род. 1965)                           |  |  | Хисахито (род. 2006) | Хисахито (род. 2006) | Хисахито (род. 2006) | Хисахито (род. 2006) | Хисахито (род. 2006) | Хисахито (род. 2006) |  |  |
|                                                    |                                                    |                                                    |                                                    |                                                    |                                                    |  |  |                                                  |                                                  |                                                  |                                                  |                                                  |                                                  |  |  |                                                  |                                                  |                                                  |                                                  |                                                  |                                                  |  |  |                                                   |                                                   |                                                   |                                                   |                                                   |                                                   |  |  |                                                |                                                |                                                |                                                |                                                |                                                |  |  |                      |                      |                      |                      |                      |                      |  |  |
|                                                    |                                                    |                                                    |                                                    |                                                    |                                                    |  |  |                                                  |                                                  |                                                  |                                                  |                                                  |                                                  |  |  | Нобухито (1905—1987)                             | Нобухито (1905—1987)                             | Нобухито (1905—1987)                             | Нобухито (1905—1987)                             | Нобухито (1905—1987)                             | Нобухито (1905—1987)                             |  |  | Томохито (1946—2012)                              | Томохито (1946—2012)                              | Томохито (1946—2012)                              | Томохито (1946—2012)                              | Томохито (1946—2012)                              | Томохито (1946—2012)                              |  |  |                                                |                                                |                                                |                                                |                                                |                                                |  |  |                      |                      |                      |                      |                      |                      |  |  |
|                                                    |                                                    |                                                    |                                                    |                                                    |                                                    |  |  |                                                  |                                                  |                                                  |                                                  |                                                  |                                                  |  |  | Нобухито (1905—1987)                             | Нобухито (1905—1987)                             | Нобухито (1905—1987)                             | Нобухито (1905—1987)                             | Нобухито (1905—1987)                             | Нобухито (1905—1987)                             |  |  | Томохито (1946—2012)                              | Томохито (1946—2012)                              | Томохито (1946—2012)                              | Томохито (1946—2012)                              | Томохито (1946—2012)                              | Томохито (1946—2012)                              |  |  |                                                |                                                |                                                |                                                |                                                |                                                |  |  |                      |                      |                      |                      |                      |                      |  |  |
|                                                    |                                                    |                                                    |                                                    |                                                    |                                                    |  |  |                                                  |                                                  |                                                  |                                                  |                                                  |                                                  |  |  |                                                  |                                                  |                                                  |                                                  |                                                  |                                                  |  |  |                                                   |                                                   |                                                   |                                                   |                                                   |                                                   |  |  |                                                |                                                |                                                |                                                |                                                |                                                |  |  |                      |                      |                      |                      |                      |                      |  |  |
|                                                    |                                                    |                                                    |                                                    |                                                    |                                                    |  |  |                                                  |                                                  |                                                  |                                                  |                                                  |                                                  |  |  | Такахито (1915—2016)                             | Такахито (1915—2016)                             | Такахито (1915—2016)                             | Такахито (1915—2016)                             | Такахито (1915—2016)                             | Такахито (1915—2016)                             |  |  | Ёсихито (1948—2014)                               | Ёсихито (1948—2014)                               | Ёсихито (1948—2014)                               | Ёсихито (1948—2014)                               | Ёсихито (1948—2014)                               | Ёсихито (1948—2014)                               |  |  |                                                |                                                |                                                |                                                |                                                |                                                |  |  |                      |                      |                      |                      |                      |                      |  |  |
|                                                    |                                                    |                                                    |                                                    |                                                    |                                                    |  |  |                                                  |                                                  |                                                  |                                                  |                                                  |                                                  |  |  | Такахито (1915—2016)                             | Такахито (1915—2016)                             | Такахито (1915—2016)                             | Такахито (1915—2016)                             | Такахито (1915—2016)                             | Такахито (1915—2016)                             |  |  | Ёсихито (1948—2014)                               | Ёсихито (1948—2014)                               | Ёсихито (1948—2014)                               | Ёсихито (1948—2014)                               | Ёсихито (1948—2014)                               | Ёсихито (1948—2014)                               |  |  |                                                |                                                |                                                |                                                |                                                |                                                |  |  |                      |                      |                      |                      |                      |                      |  |  |
|                                                    |                                                    |                                                    |                                                    |                                                    |                                                    |  |  |                                                  |                                                  |                                                  |                                                  |                                                  |                                                  |  |  |                                                  |                                                  |                                                  |                                                  |                                                  |                                                  |  |  |                                                   |                                                   |                                                   |                                                   |                                                   |                                                   |  |  |                                                |                                                |                                                |                                                |                                                |                                                |  |  |                      |                      |                      |                      |                      |                      |  |  |
|                                                    |                                                    |                                                    |                                                    |                                                    |                                                    |  |  |                                                  |                                                  |                                                  |                                                  |                                                  |                                                  |  |  |                                                  |                                                  |                                                  |                                                  |                                                  |                                                  |  |  | Норихито (1954—2002)                              |                                                   |                                                   |                                                   |                                                   |                                                   |  |  |                                                |                                                |                                                |                                                |                                                |                                                |  |  |                      |                      |                      |                      |                      |                      |  |  |
|                                                    |                                                    |                                                    |                                                    |                                                    |                                                    |  |  |                                                  |                                                  |                                                  |                                                  |                                                  |                                                  |  |  |                                                  |                                                  |                                                  |                                                  |                                                  |                                                  |  |  |                                                   |                                                   |                                                   |                                                   |                                                   |                                                   |  |  |                                                |                                                |                                                |                                                |                                                |                                                |  |  |                      |                      |                      |                      |                      |                      |  |  |

## Начало правления
25 декабря 1926 года, после смерти отца императора Ёсихито, Хирохито унаследовал престол и дал периоду своего правления девиз «Сёва» (яп. 昭和時代 сё:ва дзидай, «эпоха Просвещённого мира»). Он был первым за несколько веков императором Японии, биологическая мать которого была официальной женой его предшественника на престоле.
Первая часть правления Хирохито как императора (между 1926 и 1945 годами) прошла под знаком всё увеличивающейся военной мощи страны. С 1900 года японская Императорская армия и Военно-морской флот обладали правом вето при формировании кабинета министров. Между 1921 и 1944 годами произошло не менее 64 инцидентов во внутренней и внешней политике, когда правые политические силы применяли насилие для достижения своих целей, наиболее значительным из которых является убийство премьер-министра Японии Инукаи Цуёси в 1932 году. С этого времени военные обладали практически полным контролем над всей политической жизнью Японии, что привело Японию к вступлению сначала во Вторую японо-китайскую войну (1937—1945), а затем и во Вторую мировую войну.

## Вторая мировая война
После окончания Второй мировой войны многие считали Хирохито лично ответственным за её развязывание, в то время как другие, включая американскую оккупационную администрацию, настаивали на том, что император был только формальным главой государства, а фактически вся власть находилась у военных. Многие люди в Китае, на Тайване, в Корее и в Юго-Восточной Азии видели в Хирохито «азиатского Гитлера» и настаивали на том, чтобы он был наказан как военный преступник.
Вплоть до самого начала войны Хирохито действовал строго в соответствии с протоколом, оставаясь на расстоянии от реального принятия решений. 4 сентября 1941 года японский кабинет министров встретился для того, чтобы обсудить военные планы, подготовленные императорским генштабом, и постановил: 

Наша Империя в целях самообороны и самосохранения завершит подготовку к войне… [и будет] … готова начать, если это необходимо, войну с Соединёнными Штатами, Великобританией и Нидерландами. Наша Империя одновременно будет предпринимать все возможные дипломатические усилия в отношении Соединённых Штатов и Великобритании, чтобы попытаться достичь наших целей… В случае, если не будет достигнут дипломатический прогресс в обсуждении наших требований в течение первых 10 дней октября, мы принимаем решение немедленно начать военные действия против Соединённых Штатов, Великобритании и Нидерландов.

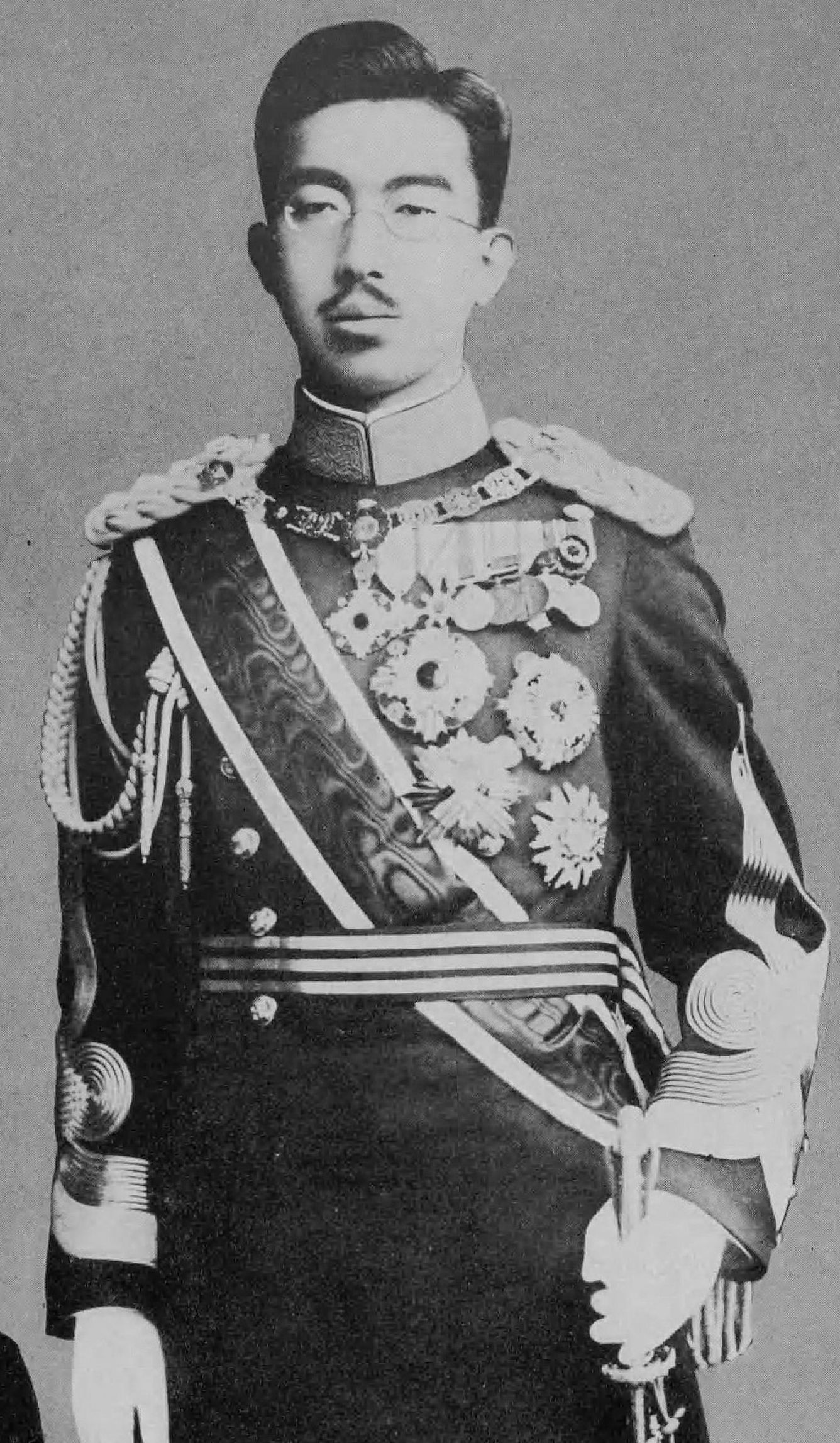
Император Японии Хирохито в военном мундире.

«Цели», о которых шла речь, были ясно определены: невмешательство в войну в Китае и в планы по вводу войск в бывшие французские колонии в Индокитае, неувеличение американских и британских военных сил в этом регионе, снятие экономической блокады с Японии.
5 сентября премьер-министр Фумимаро Коноэ утвердил черновик императорского указа, за день до начала императорского совещания, на котором этот указ должен был быть формально разработан. В тот же вечер состоялась личная встреча с императором, на которой присутствовали Коноэ, начальник штаба военно-морских сил адмирал Осами Нагано и начальник штаба армии генерал Хадзимэ Сугияма. Хирохито спросил, реально ли победить западные державы в прямом конфликте; Сугияма ответил положительно, и император его отругал:

Оригинальный текст (англ.)Emperor: In the event we must finally open hostilities, will our operations have a probability of victory?

Sugiyama: Yes, they will.

Emperor: At the time of the China incident, the army told me that we could achieve peace immediately after dealing them one blow with three divisions. Sugiyama, you were army minister at that time...

Sugiyama: China is a vast area with many ways in and many ways out, and we met unexpectedly big difficulties...

Emperor: Didn't I caution you each time about those matters? Sugiyama, are you lying to me?
Император: Нам придётся вступить в открытое противостояние, есть ли у нас шанс на победу?

Сугияма: Да.

Император: Когда произошёл китайский инцидент, армия говорила, что после наступления тремя дивизиями мы немедленно перейдём к мирным переговорам. Сугияма, вы тогда были военным министром…

Сугияма: Китай — огромная территория, туда ведёт много путей и оттуда ведёт много путей, мы столкнулись с неожиданными сложностями…

Император: Разве я вас не предупреждал об этом каждый раз? Сугияма, вы лжёте мне?
— Brix, Herbert P. Hirohito and the Making of Modern Japan (англ.). — Harper Collins, 2001. — P. 745. — ISBN 9780060931308.
Адмирал Нагано, чрезвычайно опытный бывший военно-морской министр, позднее рассказывал: «Я никогда не видел, чтобы император делал выговор в таком тоне, его лицо покраснело и он почти кричал».
Хирохито был глубоко озабочен решением поместить подготовку к войне впереди дипломатических усилий в тексте указа, и на следующий день, в нарушение старинного протокола, задал прямой вопрос об этом главам армии и военно-морских сил. Коноэ быстро вмешался и убедил Хирохито пригласить их на частную конференцию, на которой император настаивал, чтобы мирные усилия продолжались до последней возможности.
Тем не менее, все участники императорского совещания были едины в том, что война предпочтительнее дипломатии. Барон Ёсимити Хара, президент Императорского совета и представитель императора, провёл личный опрос участников конференции, и получил в ответ либо мнение о том, что война является единственным спасением в данной ситуации, либо молчание.
В этот момент император удивил всех присутствующих, обратившись к ним и тем сломав традицию императорского молчания, приведя своих советников в изумление. Император Хирохито настаивал на необходимости мирного разрешения международных проблем, выразив сожаление неспособностью своих министров ответить на вопросы барона Хара и процитировав стихотворение, написанное его дедом, императором Мэйдзи, которое, как он сказал, он перечитывает «снова и снова». В аллегорических строках говорилось об опасениях автора, что неистовый шторм и бушующие волны нарушат тишину и покой моря. Каждый живущий на берегах этого моря стал братом автора, его покой — это покой других.
Когда шок прошёл, министры поспешили заверить императора в их глубоком желании предпринять все возможные мирные средства. Однако, вопреки воле императора, подготовка к войне продолжалась без малейших изменений, и через несколько недель произошла смена кабинета министров, Коноэ ушёл в отставку, на его место пришёл генерал Хидэки Тодзё. 8 декабря (7 декабря на Гавайях) 1941 года внезапной атакой сотен самолётов на американский флот в гавани Пёрл-Харбор японские силы начали военные действия. Одновременно началось вторжение в Юго-Восточную Азию.
После того, как нация вступила в войну, император Хирохито отбросил свои сомнения и действовал как патриот, остро заинтересованный в военной победе и в улучшении морали в армии. Война для Японии началась успешно. В первые 6 месяцев войны все сражения заканчивались победами Японии. Только с течением времени император и японская нация начали осознавать, что ситуация становится угрожающей.

## Последние дни войны

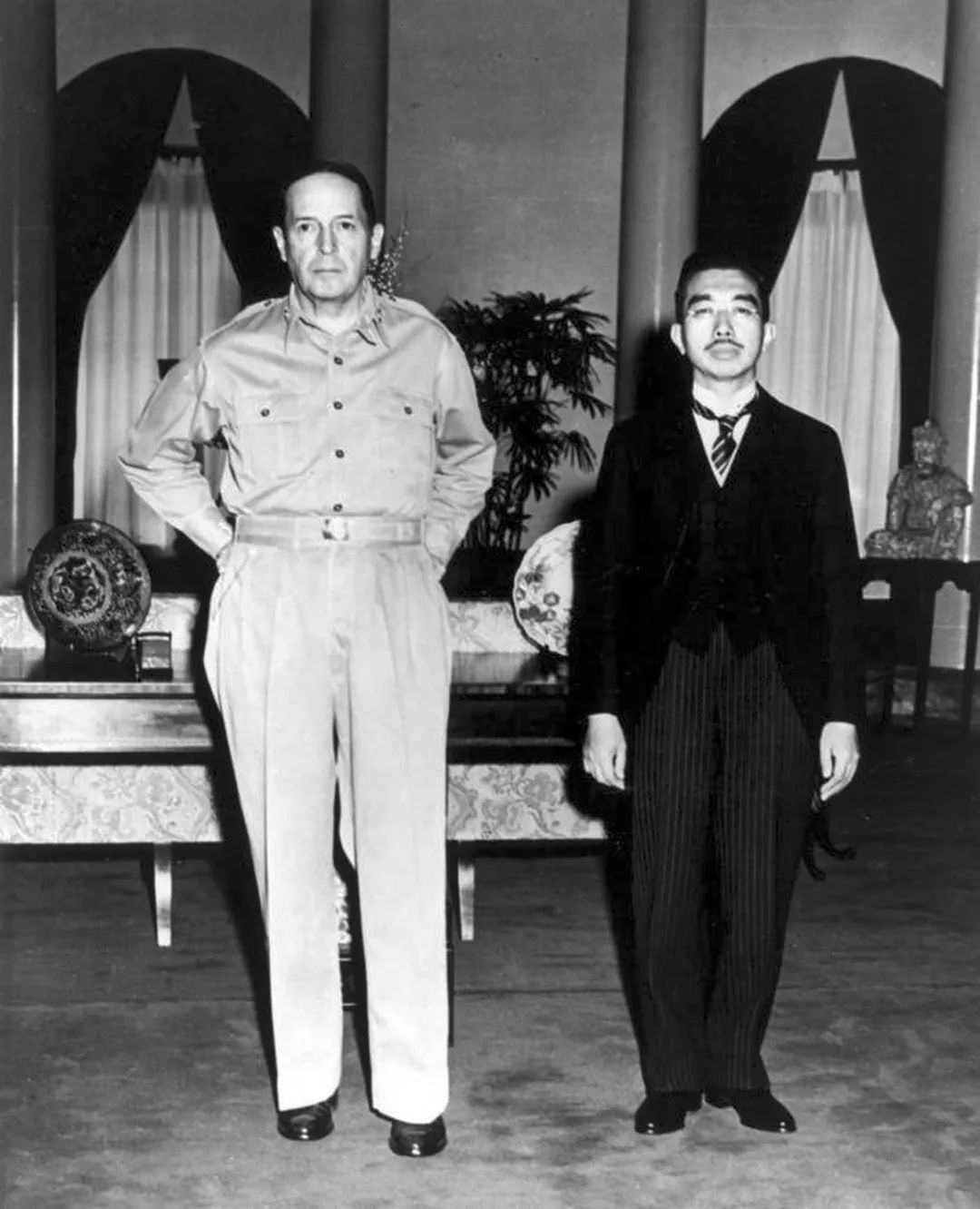
Император Хирохито и генерал Дуглас Макартур

В начале 1945 года, после битвы за Лейте, император начал серию индивидуальных встреч с членами правительства с целью обсудить ход войны. Все, кроме одного, советовали продолжать войну. Исключением был бывший премьер-министр Коноэ, настаивавший на ведении мирных переговоров. Хирохито считал, что рано или поздно мирные переговоры неизбежны, но вооружённые силы должны одержать где-либо существенную победу, чтобы усилить позиции страны на переговорах. С каждой проходящей неделей это становилось все менее и менее вероятно. Союзница-Германия потерпела поражение и капитулировала в мае 1945 года. В апреле Советский Союз отказался продлевать срок договора о нейтралитете. В июне кабинет министров произвёл переоценку военной стратегии, твёрдо решив сражаться до последнего человека.
На следующий день лорд-хранитель печати Коити Кидо подготовил черновик документа, в котором подвёл итог безнадёжной военной ситуации и предложил начать переговоры. В частной обстановке император одобрил его и разрешил Кидо распространить документ среди наименее воинственно настроенных членов правительства. В середине июня правительство согласилось попробовать привлечь Советский Союз в качестве посредника при переговорах о мире, хотя не ранее того, как их позиция на переговорах улучшится после отражения вторжения американских войск на сами Японские острова.
22 июня Хирохито вновь нарушил вековую традицию и прямо обратился к своему правительству: «Я желаю, чтобы конкретный план окончания войны, без оглядки на текущий курс, был незамедлительно изучен и начали предприниматься усилия для его воплощения». Попытка использовать Советский Союз в качестве посредника не удалась: союзники были тверды в решимости не соглашаться ни на что, кроме безоговорочной капитуляции, а до конца июля 1945 ни император, ни правительство не были готовы рассматривать этот вариант.

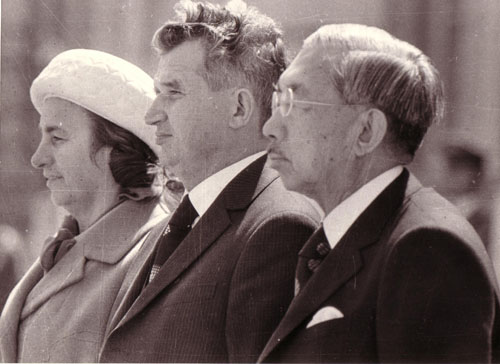
Император Японии Хирохито и президент Социалистической Республики Румыния (СРР) Николае Чаушеску со своей супругой. 1975.

## Послевоенное правление
После атомной бомбардировки Соединёнными Штатами Америки Хиросимы и Нагасаки министр императорского флота Мицумасу Ёнай и министр иностранных дел Сигэнори Того посоветовали императору объявить о безоговорочной капитуляции. Однако офицерами Министерства армии, а также служащими Императорской гвардии в ночь на 15 августа была предпринята попытка государственного переворота с тем, чтобы воспрепятствовать капитуляции. Заговорщики потерпели неудачу и совершили самоубийство. Хирохито 15 августа по радио обратился к нации и объявил о капитуляции Японии.

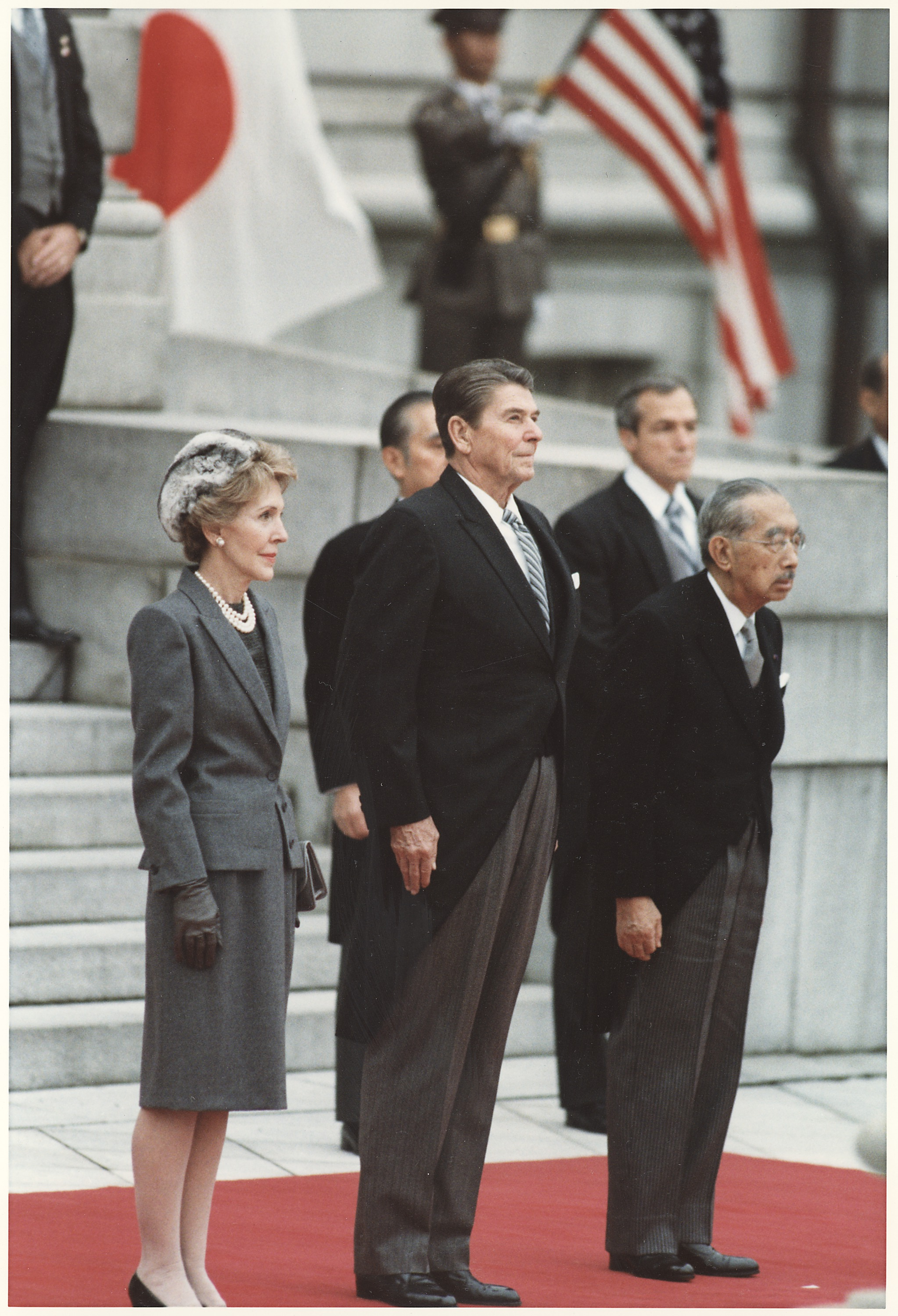
Президент США Рональд Рейган и император Японии Хирохито. 1983 год

Несмотря на давление, оказываемое на главу американских оккупационных сил в Японии генерала Дугласа Макартура со стороны лидеров ряда стран, в том числе и президента Соединённых Штатов Гарри Трумэна, с целью отдать императора Хирохито под суд в качестве военного преступника, генерал настоял, чтобы Хирохито остался императором и символом единства японской нации. Хирохито избежал суда и остался на престоле, но его заставили отказаться от традиционных утверждений о божественной природе императоров Японии, потомков богини солнца Аматэрасу (декларация «Нингэн-сэнгэн»). Титул монарха был изменён с «повелителя Империи» на «конституционного монарха» в 1946 году. Однако нужно заметить, что почти сразу после явного отказа от утверждения о божественности императора он неявно вновь подтвердил традиционные взгляды, получив разрешение от оккупационных властей на богослужение богине Аматэрасу. Этот шаг был соответствующим образом расценён японцами, однако оккупационные власти не придали ему особого значения.
Несмотря на то, что Хирохито заставили отказаться от любых претензий на божественность, его статус был сознательно оставлен неопределённым, частично из-за того, что генерал Макартур рассматривал императора как полезное средство в сохранении японцами лояльности к оккупационным силам, частично из-за закулисной деятельности Сигэру Ёсиды, направленной на то, чтобы помешать Макартуру сделать из Хирохито монарха европейского типа. Хирохито обычно рассматривался как глава государства, но существовала широкая дискуссия о том, является ли он обычным гражданином Японии.
Несмотря на это, Хирохито был активной фигурой в жизни Японии до самой своей смерти в 1989 году и выполнял многие обязанности, которые обычно выполняют главы государств. Императорская семья активно участвовала в общественной жизни, время от времени встречаясь с народом, посещая спортивные мероприятия и праздники. Император также сыграл заметную роль в восстановлении дипломатического имиджа Японии, совершая поездки за рубеж для встреч с лидерами других стран, включая ряд президентов США и королеву Великобритании Елизавету II.
В личной жизни он увлекался морской биологией и ещё в 1920-е годы организовал в императорском дворце научную лабораторию, в которой проводил исследования и опубликовал несколько работ по этой теме.
В 1964 году во время царствования Хирохито Япония принимала XVIII летние Олимпийские игры, которые проходили в городе Токио: Хирохито открывал эти игры. В 1972 году Япония принимала XI зимние Олимпийские игры, которые проходили в городе Саппоро: Хирохито открывал и эти игры. Император Японии стал третьим политиком в мире, который дважды открывал Олимпийские игры.
Император Японии Хирохито скончался 7 января 1989 года от рака поджелудочной железы. Он перенёс несколько операций, но здоровье всё больше ухудшалось, у него открылось внутреннее кровотечение. Похоронен Хирохито 24 февраля 1989 года в мавзолее Токио. Погребению предшествовали многочисленные церемонии прощания. Со смертью Хирохито закончилась эпоха Сёва, на японский престол взошёл его старший сын Акихито, ставший императором Хэйсэй.

## Божественность
Хорошо известны заявления о божественности императора Японии во время Второй мировой войны. В соответствии с конституцией Японии 1889 года император обладает божественной властью над своей страной, которая выводится из японских мифов о происхождении императорской семьи от богини солнца Аматэрасу.
В 1946 году под давлением американских оккупационных властей император издал рескрипт «Нингэн-сэнгэн», воспринятый многими как его отречение от божественной природы и происхождения. Точный смысл соответствующей фразы, однако, сложен для понимания и не может быть истолкован однозначно.

## Награды
Награды Японии
| Страна | Дата вручения | Награда                             |                                     |
| ------ | ------------- | ----------------------------------- | ----------------------------------- |
| Япония | 1926          | Суверен ордена Хризантемы           | Суверен ордена Хризантемы           |
| Япония | 1926          | Суверен ордена Восходящего солнца   | Суверен ордена Восходящего солнца   |
| Япония | 1926—1947     | Суверен ордена Золотого коршуна     | Суверен ордена Золотого коршуна     |
| Япония | 1926          | Суверен ордена Священного сокровища | Суверен ордена Священного сокровища |
| Япония | 1937          | Суверен ордена Культуры             | Суверен ордена Культуры             |

Награды иностранных государств
| Страна         | Дата вручения             | Награда                                                                                                 | Литеры   |
| -------------- | ------------------------- | --- | -------- |
| Бельгия        | —                         | Кавалер Большого креста ордена Леопольда I                                                              |          |
| Бразилия       | —                         | Кавалер Большого креста ордена Южного Креста                                                            |          |
| Бруней         | —                         | Великий командор ордена Короны Брунея                                                                   | SPMB     |
| Великобритания | 1929 (лишён в 1941), 1971 | Кавалер ордена Подвязки                                                                                 | KG       |
| Великобритания | май 1921 (лишён в 1941)   | Рыцарь Большого креста ордена Бани                                                                      | GCB      |
| Великобритания | май 1921 (лишён в 1941)   | Рыцарь Большого креста Королевского Викторианского ордена                                               | GCVO     |
| Греция         | —                         | Кавалер Большого креста ордена Спасителя                                                                |          |
| Греция         | —                         | Кавалер Большого креста на цепи Королевского династического ордена Святых Георгия и Константина         |          |
| Дания          | 23 января 1923            | Кавалер ордена Слона                                                                                    | R. af E. |
| Испания        | 6 октября 1928            | Кавалер ордена Золотого руна                                                                            |          |
| Италия         | —                         | Кавалер Высшего ордена Святого Благовещения                                                             |          |
| Италия         | —                         | Кавалер Большого креста ордена Святых Маврикия и Лазаря                                                 |          |
| Италия         | 9 марта 1982              | Кавалер Большого креста декорированного лентой ордена «За заслуги перед Итальянской Республикой»        |          |
| Маньчжоу-го    | —                         | Кавалер цепи ордена Цветущей орхидеи                                                                    |          |
| Непал          | 19 апреля 1960            | Кавалер ордена Оясви Раянья                                                                             |          |
| Норвегия       | —                         | Кавалер Большого креста на цепи ордена Святого Олафа                                                    |          |
| Польша         | 1922                      | Кавалер ордена Белого орла                                                                              |          |
| Россия         | 27 сентября 1916          | Кавалер ордена Святого апостола Андрея Первозванного                                                    |          |
| Россия         | 27 сентября 1916          | Кавалер ордена Святого Александра Невского                                                              |          |
| Сиам           | 30 января 1925            | Кавалер ордена Королевского дома Чакри                                                                  | ม.จ.ก.   |
| Таиланд        | 27 мая 1963               | Кавалер ордена Раджамитрабхорна                                                                         | ร.ม.ภ.   |
| Тонга          | —                         | Кавалер Большого креста на цепи Королевского ордена Поуоно                                              | KGCCP    |
| Филиппины      | 28 сентября 1966          | Кавалер цепи ордена Сикатуны                                                                            |          |
| Финляндия      | 1942                      | Кавалер Большого креста ордена Белой розы                                                               |          |
| ФРГ            | —                         | Кавалер Большого креста специального класса ордена «За заслуги перед Федеративной Республикой Германия» |          |
| Швеция         | 8 мая 1919                | Кавалер ордена Серафимов                                                                                | KSerafO  |
| Чехословакия   | 1928                      | Кавалер ордена Белого льва 1 класса>                                                                    |          |
| Югославия      | 1968                      | Кавалер Большой звезды Югославии                                                                        |          |

## Образ в кинематографе
- Солнце — худ. фильм, Россия, 2005, реж. Александр Сокуров; в роли императора Хирохито — Иссэй Огата
- Император / Emperor — худ. фильм, США—Япония, 2012, реж. Питер Веббер; в роли императора Хирохито — Такаторо Катаока